# Citratblut
Citratblut bezeichnet als medizinischer Fachausdruck eine Blutprobe, die zu Untersuchungszwecken entnommen und durch Zugabe einer definierten Menge von Natriumcitrat bzw. isotoner Natriumcitratlösung (3,8 %) ungerinnbar gemacht wurde. Citratblut wird auch zu Bluttransfusionen verwendet.

## Biochemischer Hintergrund
Citrat bindet die Calciumionen im Blut. Da Calcium ein wichtiger Faktor der Blutgerinnung ist, kann das Blut nicht mehr gerinnen.

## Verwendung
Citratblut wird insbesondere für die Bestimmung der Gerinnungsfaktoren aus dem Blut benötigt. Es wird bei fast jeder Routineuntersuchung, beispielsweise vor einer Operation, abgenommen und untersucht.

## Laborpraxis
Ein Vakuumblutabnahmeröhrchen zu 5 ml enthält 0,5 ml 3,8%ige Natriumcitratlösung und ist mit 4,5 ml Venenblut aus peripherer, möglichst ungestauter Venenpunktion bis zur Markierung zu befüllen. Das Blut ist umgehend (innerhalb 2 Stunden) nach Abnahme zu untersuchen.
Auch die Blutkörperchensenkungsgeschwindigkeit, die zur allgemeinen Entzündungsdiagnostik verwendet wird, wird aus Citratblut bestimmt.
Neben dem Citratblut gibt es noch andere Methoden, um Blut für Untersuchungszwecke ungerinnbar zu machen:
- EDTA-Blut
- Heparin-Blut

Analog zum Citratpuffer des Citratbluts wird teilweise auch die Alseversche Lösung verwendet. Andere Untersuchungsmethoden benutzen Blutserum. Hierbei werden die gesuchten Laborwerte aus dem durch Zentrifugation des geronnenen Blutes gewonnenen Überstand bestimmt.

## Aus Citratblut bestimmbare Laborwerte
- Thrombinzeit (PTZ) bzw. Quickwert
- partielle Thromboplastinzeit (PTT)
- Fibrinogen
- einzelne Gerinnungsfaktoren